# 英皇電影
英皇電影（英語：Emperor Motion Pictures）是香港一間娛樂媒體投資公司，為英皇集團旗下子公司。業務範圍包括投資、製作、銷售及發行優質電影，至今已於華語電影製作及發行業內佔據領導地位，是區內最活躍的電影製作商之一。已發行逾100套電影。

## 歷史
英皇電影成立於2000年，業務範圍包括投資、製作及發行電影、電視劇集，製作並發行影音產品。
英皇電影曾獲獎無數，2009年《証人》贏得七項影帝殊榮，創造神話；2010年《讓子彈飛》于中國內地成為票房奇葩，首度打破逾7億元人民幣票房紀錄。2018年，由林超賢執導的《紅海行動》，創下全球45億港元驕人票房，更在不同影展奪取多項大獎，包括在香港電影金像獎榮獲最佳動作設計、最佳音響效果及最佳視覺效果3大獎項；同年由莊文強執導，周潤發、郭富城領銜主演的《無雙》，榮獲香港電影金像獎最佳電影、最佳導演、最佳編劇、最佳攝影、最佳剪接、最佳美術指導、最佳服裝造型設計共7個獎項，榮膺該屆大贏家；由內地新生代導演饒曉志執導的《無名之輩》亦叫好叫座，被譽為2018年「最佳國產喜劇片」。
步入2021年，由陳木勝執導，甄子丹、謝霆鋒領銜主演的《怒火》在暑期黃金檔票房超逾13.29億人民幣，成為全國港片票房冠軍；在2021年度內地十大最賣座電影票房榜上，英皇電影更強勢囊括4個席位，包括勁破50億人民幣大關、挑戰內地電影史上最高票房紀錄的超級巨製《長津湖》，以及《我和我的父輩》、《怒火》、《懸崖之上》。作為香港最具規模和影響力的電影企業之一，英皇電影在製作、投資、發行、宣傳、營銷等方面全方位發展，未來將會一如既往為觀眾帶來更多優質作品，再創電影新輝煌。
英皇集團於九十年代陸續成立英皇娛樂集團、英皇電影集團、以及英皇影院集團，全面投入文化創意產業。除上述英皇電影外，英皇娛樂主要業務包括本地及海外唱片製作及發行、音樂出版、藝人管理及演唱會製作等業務。英皇影院則包括三大影院品牌，分別為「英皇戲院」 、 「英皇電影城」 、以及「英皇UA電影城」 。至2017年，英皇文化產業集團有限公司（股份代號：491）正式成立，並於香港聯合交易所主板上市。
英皇影院集團與英皇電影相輔相成，發揮協同效應。近年來，影院版圖持續擴展，致力於電影產業的全面發展。2014年起，與UA娛藝合作推出品牌「英皇UA電影城」相繼落戶佛山映月湖寰宇城及嶺南站、珠海富華里、上海虹橋天地及瑞虹天地、成都悠方、深圳深業上城。2015年12月首間獨資成立「英皇電影城」在合肥萬象城正式投入服務，並先後進駐重慶新光天地、深圳東海繽紛天地、北京英皇集團中心、贛州杉杉奧特萊斯、成都新光天地、深圳平安金融中心、瀋陽盛京龍城、長沙IFS國際金融中心等地，設於北京長安街英皇集團中心的旗艦店更成為首映禮集中地，讓廣大影迷可以在第一時間獲得觀影機會，提前感受電影所帶來的最原始的視聽覺衝擊以及故事情感的碰撞。香港的電影院「英皇戲院」自2017年起分別進駐中環地標娛樂行、屯門新都商場、馬鞍山新港城中心、荃灣荃新天地、尖沙咀國際廣場、將軍澳康城及銅鑼灣時代廣場，是集團業務發展的又一里程碑。2019年，其業務更擴張至馬來西亞。2021年， 「英皇戲院」進駐澳門葡京人，為當地影迷提供優質觀影體驗。
2022 年，集團與「麗新集團MCL 院線」攜手創立《Emperor Cinemas Plus+》及《MCL Cinemas Plus+》全新品牌，透過合資公司形式共同投資及致力合作發展新戲院。首間 MCL Cinemas Plus+ 於同年 7 月在鑽石山荷里活廣場隆重開幕。
目前，英皇影院集團已陸續於中國內地、香港、澳門以及海外地區 10 個重要城市開設共 17 間影院，影廳總數達 136 個，可提供近 18,000 個座位。

## 電影製作及發行

### 製作
| 上映日期       | 電影名稱             | 導演                              | 演員 |
| -------------- | -------------------- | --------------------------------- | --- |
| 2001年9月26日  | 常在我心             | 馬偉豪                            | 陳奕迅、蔡卓妍 |
| 2001年3月8日   | 地久天長             | 杜國威                            | 張艾嘉、李沛誠、何超儀、杜汶澤 |
| 2001年12月22日 | 殺手阿一             | 三池崇史                          | 淺野忠信、大森南朋、孫佳君 |
| 2001年6月16日  | 案山子               | 鶴田法男                          | 野波麻帆、柴崎幸、葉佩雯 |
| 2001年4月26日  | 戀愛起義             | 谢霆锋、冯德伦、芝See菇Bi、夏永康 | 蔡卓妍、周俊偉、胡波、唐詠詩 |
| 2001年11月22日 | 完美情人             | 阮世生                            | 張家輝、李嘉欣 |
| 2002年1月17日  | 二人三足             | 趙崇基                            | 張家輝、朱茵、車婉婉 |
| 2002年9月19日  | 一碌蔗               | 葉錦鴻                            | 蔡卓妍、鍾欣潼、余文樂、黃又南 |
| 2002年10月10日 | 魂魄唔齊             | 梁栢堅                            | 陳奕迅、容祖兒、鄭希怡、謝霆鋒、黃秋生、伍詠薇、楊淇 |
| 2002年10月25日 | 熱血青年             | 鄭保瑞                            | 周麗淇、梁敏儀、周英杰、周子駒 |
| 2004年         | 誓不低頭             | 煒達                              | 方中信、蒙嘉慧、陳宇琛、錢嘉樂 |
| 2005年12月22日 | 情癲大聖             | 劉鎮偉                            | 謝霆鋒、蔡卓妍、范冰冰、陳柏霖、關智斌、張致恆、梁洛施、元華 |
| 2003年3月8日   | 千機變               | 林超贤                            | 鄭伊健、蔡卓妍、鍾欣潼、陳冠希、黃秋生 |
| 2004年8月8日   | 千機變II之花都大戰   | 元奎、梁柏堅                      | 蔡卓妍、鍾欣潼、房祖名、陳柏霖、瞿穎、吳彥祖、梁家輝、甄子丹、成龍 |
| 2003年8月15日  | 飛龍再生             | 陳嘉上                            | 成龍 |
| 2004年06月25日 | 火拚曼克頓           | 張堅庭                            | |
| 2004年11月25日 | 大無謂               | 關信輝                            | 關智斌、張致恆、蔡卓妍、鍾欣潼、陳惠敏、呂良偉 |
| 2004年9月24日  | 新警察故事           | 陳木勝                            | 成龍、楊采妮、謝霆鋒、吳彦祖、蔣怡、尹子維、安志杰、葉山豪、王傑 |
| 2005年7月21日  | 蟲不知               | 羅志良                            | 梁洛施、陳柏霖、鍾欣潼、蔡卓妍、關智斌、張致恆 |
| 2005年5月11日  | 神話                 | 唐季禮                            | 成龍、金喜善、梁家輝 |
| 2006年9月29日  | 寶貝計劃             | 陳木勝                            | 古天樂、成龍、許冠文、杜丽莎、高圓圓、蔡卓妍、陳寶國、元彪 |
| 2007年2月14日  | 雙子神偷             | 江道海                            | 蔡卓妍、鍾欣潼、吴京、洪金寶、元華、莊思明、莊思華 |
| 2008年1月7日   | 惡男事件             | 李光耀                            | 張致恆、蔣雅文、湯怡 |
| 2008年4月10日  | 一個好爸爸           | 張艾嘉                            | 古天樂、劉若英、苗可秀、莫少聰、林雪、陳子聰、曾國祥 |
| 2008年9月25日  | 保持通話             | 陳木勝                            | 古天樂、徐熙媛、張家輝、劉燁 |
| 2008年11月27日 | 証人                 | 林超贤                            | 謝霆鋒、張靜初、張家輝、苗圃、鍾舒漫、廖啟智、郭政鴻 |
| 2008年12月4日  | 梅蘭芳               | 陳凱歌                            | 黎明 |
| 2009年4月2日   | 新宿事件             | 爾冬陞                            | 成龍、吳彥祖、范冰冰、徐靜蕾、竹中直人、高捷 |
| 2009年8月27日  | 很想和你在一起       | 江玉儀、鍾煒釗                    | 洪卓立、衛詩雅、陳家樂 |
| 2009年9月16日  | 建國大業             | 韓三平、黃建新                    | 劉德華、黎明、李連杰、甄子丹、章子怡、梁家輝、唐國強、張國立、陳道明、許晴、劉勁、陳坤、王伍福、王學圻、劉沙、王健、金鑫、王冰、鄔君梅、修宗迪 |
| 2010年6月10日  | 前度                 | 麥曦茵                            | 陳偉霆、鍾欣潼、衞詩雅 |
| 2010年6月30日  | 鎗王之王             | 爾冬陞                            | 古天樂、吳彥祖、蔡卓妍、李冰冰、連凱 |
| 2010年12月16日 | 讓子彈飛             | 姜文                              | 姜文、葛優、周潤發、劉嘉玲 |
| 2010年7月6日   | 出水芙蓉             | 劉鎮偉                            | 鍾欣潼、方力申、黃聖依、田亮、周秀娜 |
| 2010年6月11日  | 功夫夢               | Harald Zwart                      | 成龍 |
| 2011年         | 建黨偉業             | 韓三平、黃建新                    | 劉燁、馮遠征、張嘉譯 |
| 2010年8月24日  | 綫人                 | 林超贤                            | 謝霆鋒、張家輝、廖啟智、郭政鴻、姜皓文、桂綸鎂、鍾舒漫 |
| 2011年1月19日  | 新少林寺             | 陳木勝                            | 劉德華、謝霆鋒、成龍、范冰冰、吴京、釋延能、熊欣欣 |
| 2012年1月19日  | 逆戰                 | 林超贤                            | 謝霆鋒、周杰倫、林鵬、安志傑、白冰、金燕玲、姜皓文、廖啟智 |
| 2012年11月29日 | 王的盛宴             | 陆川                              | 劉燁、秦嵐、张震、吴彦祖 |
| 2012年8月16日  | DIVA華麗之後         | 麥曦茵                            | 杜汶澤、容祖兒、林欣彤、胡歌、陳家樂 |
| 2012年1月12日  | 大魔術師             | 爾冬陞                            | 梁朝偉、劉青雲、周迅、閆妮、方中信、秦沛 |
| 2012年8月14日  | 消失的子彈           | 羅志良                            | 劉青雲、謝霆鋒、楊冪、井柏然 |
| 2012年11月15日 | 紮職                 | 陳翊恆                            | 陳偉霆、徐偉棟、曾國祥、譚耀文、林利、衛詩雅、温碧霞、陳惠敏、吳浩康 |
| 2013年3月22日  | 葉問：終極一戰       | 邱禮濤                            | 黃秋生、袁詠儀、鍾欣潼、陳小春、洪天明、周楚楚 |
| 2013年9月5日   | 超級經理人           | 馮志強                            | 杜汶澤、蔡卓妍、許靖韻、洛詩、思漩、Closer、王敏奕 |
| 2012年12月20日 | 十二生肖             | 成龍                              | 成龍、權相佑、肯尼·基、陳柏霖、廖凡、姚星彤、張藍心 |
| 2014年1月2日   | 救火英雄             | 郭子健                            | 謝霆鋒、余文樂、任達華、胡軍 |
| 2013年12月19日 | 私人訂制             | 馮小剛                            | 葛優、白百何、李小璐、鄭愷 |
| 2014年2月8日   | 魔警                 | 林超贤                            | 張家輝、吳彥祖、思漩、林嘉華、安志杰、廖啓智、歐錦棠、李國麟、陳芷菁、姜皓文 |
| 2013年12月3日  | 無人區               | 甯浩                              | 徐崢、黃渤、余男、多布傑 |
| 2014年9月4日   | 一生一世             | 鄒佡                              | 謝霆鋒、高圓圓、秦昊、洛詩 |
| 2014年10月30日 | 一個人的武林         | 陈德森                            | 甄子丹、王寶强、楊采妮、白冰、方中信、釋延能、樊少皇 |
| 2014年12月18日 | 一步之遙             | 姜文                              | 姜文、葛優、周韻、舒淇 |
| 2015年3月5日   | 雛妓                 | 邱禮濤                            | 任達華、蔡卓妍 |
| 2015年4月2日   | 衝鋒車               | 劉浩良                            | 任達華、吳鎮宇、譚耀文、鄭浩南、古巨基、姜皓文、思漩 |
| 2016年1月21日  | 愛在深秋             | 林家威                            | 温碧霞、譚耀文、趙炳銳、方皓玟、王建成 |
| 2015年8月6日   | 破風                 | 林超贤                            | 彭于晏、崔始源、竇驍、王珞丹、連凱、陳家樂 |
| 2016年2月14日  | 謀殺似水年華         | 陳果                              | 楊穎、阮經天、張超、熱依扎 |
| 2016年3月24日  | 暗色天堂             | 袁剑伟                            | 張學友、林嘉欣、黃秋生、羅蘭、衞詩雅、王喜、周家怡、泰臣 |
| 2016年8月26日  | 幸運是我             | 羅耀輝                            | 惠英紅、陳家樂 |
| 2016年8月12日  | 那件瘋狂的小事叫愛情 | 鄒佡                              | 陳偉霆、鄭秀妍、唐藝昕、謝霆鋒、鍾欣潼 |
| 2016年8月9日   | 謊言西西里           | 林育賢                            | 李准基、周冬雨、阮經天 |
| 2017年1月28日  | 決戰食神             | 葉偉民                            | 謝霆鋒、鄭容和、唐嫣、白冰、葛優、黄秋生、衛詩雅 |
| 2016年12月16日 | 羅曼蒂克消亡史       | 程耳                              | 葛優、章子怡、淺野忠信、杜淳、鍾欣潼 |
| 2017年5月18日  | 失眠                 | 邱禮濤                            | 黃秋生、吳俐璇、衛詩雅、麥子樂、林家棟 |
| 2017年6月15日  | 原諒他77次           | 邱禮濤                            | 周柏豪、蔡卓妍、鍾欣潼、衛詩雅、鄭希怡、盧巧音、鄭丹瑞、惠英紅 |
| 2017年7月20日  | 喵星人               | 陳木勝                            | 古天樂、馬麗 |
| 2017年8月3日   | 建軍大業             | 劉偉強                            | 劉燁、朱亞文、黃志忠、王景春、歐豪、劉昊然、馬天宇、小愛、張藝興、李易峰、白宇、梁大維、于和偉、吳樾、白客、劉循子墨、董子健陳曉、楊大鵬、保劍鋒、宋洋、葉筱瑋、釋小龍、李現、李岷城、李沁、宋佳、關曉彤、馬伊琍、周冬雨、馮文娟、韓庚、王挺、陳赫、霍建華、張天愛、余少群、張涵予、甄子丹、余皚磊、周一圍、楊佑寧、馬浴柯、鄭元暢、郭曉東、袁文康、包貝爾、陳偉霆、鹿晗、方力申、劉之冰、王志飛、唐國強 |
| 2017年9月21日  | Mrs K                | 何宇恆                            | 惠英紅、任達華、伍佰、劉永 |
| 2018年2月15日  | 我的情敵女婿         | 葉念琛                            | 劉嘉玲、任達華、衛詩雅、王菀之、姜皓文、方力申、林盛斌、唐詩詠 |
| 2018年3月1日   | 红海行动             | 林超賢                            | 張譯、黃景瑜、海清、杜江、蔣璐霞、尹昉、王雨甜、郭家豪、麥亨利 |
| 2018年5月31日  | 某日某月             | 劉偉恒                            | 原島大地、湯怡、陳茵媺 |
| 2018年9月6日   | 邪不壓正             | 姜文                              | 彭于晏、廖凡、周韻、許晴、澤田謙也、安地、姜文 |
| 2018年10月4日  | 無雙                 | 莊文強                            | 郭富城、周潤發、廖啟智、張靜初、周家怡 |
| 2019年2月5日   | 廉政風雲 煙幕        | 麥兆輝                            | 劉青雲、張家輝、林嘉欣 |
| 2020年6月25日  | 死因無可疑           | 袁劍偉                            | 林嘉欣、黄秋生、陳家樂、湯怡 |
| 2020年9月25日  | 聖荷西謀殺案         | 潘源良                            | 鄭秀文、蔡卓妍、佟大為、林嘉華、譚耀文 |
| 2020年11月19日 | 金剛川               | 管虎、郭帆、路陽、田羽生          | 張譯、吳京、李九霄、魏晨、鄧超 |
| 2020年12月18日 | 緊急救援             | 林超賢                            | 彭于晏、王彥霖、辛芷蕾、藍盈瑩、王雨甜 |
| 2021年4月20日  | 悬崖之上             | 張藝謀                            | 張譯、于和偉、秦海璐、朱亞文、劉浩存 |
| 2021年8月19日  | 怒火                 | 陳木勝                            | 甄子丹、謝霆鋒、秦嵐 |
| 2021年10月14日 | 我和我的父輩         | 吳京、章子怡、徐崢、沈騰          | |
| 2021年10月28日 | 峰爆                 | 李駿                              | 朱一龍、黃志忠、焦俊艷、陳數 |
| 2021年11月11日 | 長津湖               | 陳凱歌、徐克、林超賢              | 吳京、易烊千璽 |
| 2022年7月21日  | 神探大戰             | 韋家輝                            | 劉青雲、蔡卓妍、林峯、李若彤、譚凱、陳家樂、湯怡、何珮瑜、吳浩康、洪天明、車婉婉、斌子、廖家爵、張文傑、胡子彤、馬志威、灰熊、周祉君 |
| 2022年7月23日  | 給我1天              | 邱禮濤、李敏                      | 王祖藍、蔡卓妍 |
| 2022年8月11日  | 阿媽有咗第二個       | 彭秀慧                            | 毛舜筠、姜濤、柳應廷、岑珈其、鄧麗英 |
| 2022年10月6日  | 深宵閃避球           | 應智贇                            | 鄭伊健、周家怡、李靖筠 |
| 2022年11月2日  | 致命24小時           | 葉念琛                            | 湯怡、吳卓羲、潘燦良 |
| 2023年1月21日  | 超神經械劫案下       | 應智贇                            | 張敬軒、王菀之、鄭裕玲（友情聲演）、白只、黃正宜、洪嘉豪、魏浚笙、張明偉、歐陽仲豪、邱頌偉、楊天宇、郭思、黎峻 |
| 2023年5月11日  | 電子靈               | 梁碧芝                            | 李靖筠、楊天宇、何珮瑜、朱鉴然、顧定軒 |
| 2023年10月     | 志愿軍：雄兵出擊     | 陳凱歌                            | 朱一龍、段奕宏、章子怡、張子楓、辛柏青 |
| 2023年10月5日  | 紮職2                | 吳家偉                            | 黃宗澤、陳家樂、張繼聰、黃德斌、周勵淇、鄭則仕、衛詩雅、黃錦燊、袁富華、莊思敏、黎峻、張文傑 |
| 2023年11月30日 | 不日成婚2            | 陳茂賢                            | 陳家樂、衛詩雅、金燕玲 |
| 2023年12月30日 | 金手指               | 莊文強                            | 劉德華、梁朝偉、任達華、蔡卓妍 |
| 2023年12月8日  | 爆裂點               | 唐唯瀚                            | 張家輝、陳偉霆、梁洛施、譚俊彥 |
|                | 內幕                 | 麥兆輝                            | 郭富城、任達華、吳鎮宇 |
|                | 無限任務             | 林超賢                            | 謝霆鋒、陳偉霆 |
|                | 怒火漫延             | 郭子健                            | 劉德華、謝霆鋒 |
|                | 新警察故事2          | 謝霆鋒                            | 成龍、謝霆鋒、蔡卓妍 |
| 2024年2月9日   | 盗月者               | 袁劍偉                            | 呂爵安、盧瀚霆、張繼聰、白只、姜濤 |
| 2023年8月10日  | 阴目偵信             | 梁國輝                            | ERROR、周家怡、譚旻萱、郭思 |
|                | 陳百強               | 文偉鴻                            | 梁仲恒 |
|                | 像我這樣的愛情       | 譚惠貞                            | 陳家樂、廖子妤 |
|                | 神探大戰2            | 韋家輝                            | 劉青雲、蔡卓妍 |
| 2024年3月14日  | 出租家人             | 劉偉恒                            | 曾志偉、陳家樂、周家怡、恬妞、楊千攸、石修、許靖韻、方力申、劉美娟 |
| 2024年7月5日   | 海關戰線             | 邱禮濤                            | 張學友、謝霆鋒、林嘉欣、劉雅瑟 |
| 2024年8月29日  | 紮職3                | 吳家偉                            | 黃宗澤、陳家樂、張繼聰、周勵淇、鄭浩南、陶大宇、林千渟 |
| 2024年9月19日  | 望月                 | 羅耀輝                            | 李麗珍、李靖筠、陳湛文、李芯駖 |
| 2024年11月9日  | 破·地獄              | 陳茂賢                            | 黃子華、許冠文、衛詩雅、周家怡、朱栢康 |
|                | 魔方奶奶             | 白雪                              | 楊紫瓊、劉昊然、白客、萨日娜、齊溪、劉暘 |
|                | 衝鋒                 | 吳家偉                            | 方中信、呂良偉、錢嘉樂、安志傑、張繼聰、陳家樂 |
| 2024年10月26日 | 里應外合             | 袁劍偉                            | 楊天宇、馬思惠、余安安、周家怡、張繼聰 |
|                | 未定名電影           | 賈勝楓                            | 蔡卓妍、鍾欣潼、容祖兒、劉瀟文、劉瀠文 |

### 香港及澳門地區电影代理發行
| 上映日期       | 電影名稱                     | 導演            | 演員                                                                                            |
| -------------- | ---------------------------- | --------------- | ----------------------------------------------------------------------------------------------- |
| 2011年4月8日   | 隱婚男女                     | 葉念琛          | 劉若英、陳奕迅、庾澄慶、白冰、秦嵐、林依輪                                                      |
| 2009年6月      | 血聘                         |                 |                                                                                                 |
| 2009年1月18日  | 基志雙雄                     |                 |                                                                                                 |
|                | 少女香奈兒                   |                 |                                                                                                 |
| 2010年2月25日  | 大兵小將                     | 丁晟            | 成龍、王力宏、劉承俊、林鵬、新七小福                                                            |
| 2011年3月18日  | 逆天潛能                     | 尼爾·柏格       | 布萊德利·古柏、艾比·寇尼許、勞勃·狄尼洛                                                         |
| 2009年8月14日  | 時光旅的戀人                 | 勞勃·史溫凱     | 艾瑞克·巴納、瑞秋·麥亞當斯、榮·利文斯通                                                         |
| 2010年4月15日  | 勁揪俠                       | 馬修·范恩       | 亞倫·強森、克蘿伊·葛蕾絲、尼可拉斯·凱吉                                                         |
| 2006年12月1日  | 雲水謠                       | 尹力            | 陳坤、徐若瑄、李冰冰                                                                            |
| 2012年9月21日  | 雨中的樹                     | 尹力            | 王志飛、丁柳元、王成陽                                                                          |
| 2012年12月6日  | 一九四二                     | 馮小剛          | 張國立、陳道明、李雪健、張涵予、范偉、馮遠征、徐帆                                              |
| 2013年         | 魔角                         | 亞歷山大·阿甲   | 丹尼爾·雷德克里夫、茱諾·坦普、麥克思·明格拉                                                     |
| 2014年1月16日  | 警察故事2013                 | 丁晟            | 成龍、劉燁、景甜                                                                                |
| 2014年11月20日 | 飢餓遊戲：自由幻夢Ⅰ          | 法蘭西斯·勞倫斯 | 珍妮佛·勞倫斯、喬許·哈卻森、連恩·漢斯沃、伊莉莎白·班克絲、伍迪·哈里遜、史丹利·圖奇、茱莉安·摩爾 |
| 2023年3月2日   | 鈴芽之旅                     | 新海誠          |                                                                                                 |
| 2023年2月9日   | 流浪地球2                    | 郭帆            | 吳京、劉德華、李雪健、沙溢、寧理、王智、朱顏曼滋                                                |
| 2023年12月14日 | 蒼鷺與少年                   | 宮崎駿          |                                                                                                 |
| 2024年2月1日   | 劇場版SPY×FAMILY CODE: White | 片桐崇          |                                                                                                 |
| 2024年3月21日  | 非誠勿擾3                    | 馮小剛          | 葛優、舒淇                                                                                      |
| 2024           | 醬園弄                       | 陳可辛          | 章子怡、雷佳音                                                                                  |

## 外部連結
- 香港影庫上《英皇電影》的資料（繁體中文）
- 官方网站
- 英皇電影Emperor Motion Pictures的Facebook專頁
- 英皇電影的X（前Twitter）
- 英皇電影的新浪微博